# 迈松迪布瓦-列夫勒蒙
迈松迪布瓦-列夫勒蒙（法語：Maisons-du-Bois-Lièvremont，法語發音：[mɛzɔ̃ dy bwa ljɛvʁəmɔ̃]）是法国杜省的一个市镇，位于该省中南部，属于蓬塔利耶区。该市镇于1974年由原市镇迈松迪布瓦（Maisons-du-Bois）和列夫勒蒙（Lièvremont）合并而成。

## 地理
迈松迪布瓦-列夫勒蒙（46°58'2"N, 6°25'13"E）面积15.79 平方千米，位于法国勃艮第-弗朗什-孔泰大區杜省，该省份为法国东部内陆省份，北起上索恩省，西接汝拉省，东部及东南部与瑞士接壤，东北部与贝尔福地区省接壤。
与迈松迪布瓦-列夫勒蒙接壤的市镇（或旧市镇、城区）包括：蓬塔利耶。
迈松迪布瓦-列夫勒蒙的时区为UTC+01:00、UTC+02:00（夏令时）。

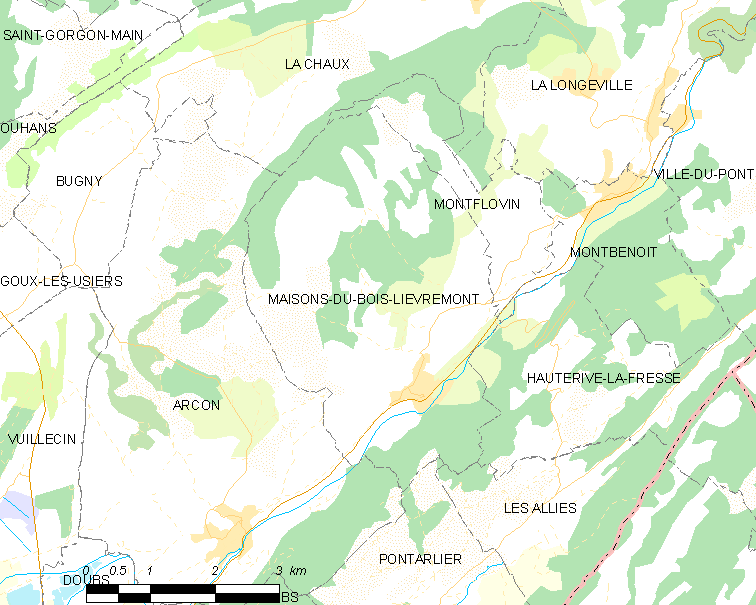
迈松迪布瓦-列夫勒蒙的OSM定位图

## 行政
迈松迪布瓦-列夫勒蒙的邮政编码为25650，INSEE市镇编码为25357。

## 政治
迈松迪布瓦-列夫勒蒙所属的省级选区为奥尔南县。

## 人口

1962-2008年间迈松迪布瓦-列夫勒蒙人口变化图示

迈松迪布瓦-列夫勒蒙于2022年1月1日时的人口数量为846人。